# GRID System
GRID er et modulært møbelsystem udviklet af designeren og møbelproducenten Peter J. Lassen. Grundelementet i systemet er en kube på 40x40x40 cm. Disse kuber kan sammensættes på mange forskellige måder og tilføjes andre elementer, fx skuffer, hylder og polstrede sæder. Derved kan der skabes bl.a. opbevaringsmøbler, rumdelere, og bænke.
Projekter:

- 2004 Olafur Eliasson "The Empty Space" på Scandinavian Furniture Fair
- 2005 Danseforestilling "Dialogue – Made By You" i Operaen
- 2005 Kunstmuseet Ordrupgårds museumsbutik
- 2005 "Klogekassen" i oplevelsesparken Danfoss Universe
- 2005 Index "Design to Improve Life"
- 2005-2006 Museet Trapholt "Plastic Fantastic"
- 2005 "Home City" af Morten Stræde på kunstmuseet Arken
- 2006 "Le jardin du Montana" af Stefan Wewerka på Scandinavian Furniture Fair
- 2006 "The new way of living" på Scandinavian Furniture Fair
- 2006 Holmegaard Glasværk